# Charta
Charta est une municipalité située dans le département de Santander en Colombie.